# خوان کارلوس لورنزو
خوان کارلوس لورنزو (اسپانیایی: Juan Carlos Lorenzo‎؛ ۱۰ اکتبر ۱۹۲۲ – ۱۴ نوامبر ۲۰۰۱) یک بازیکن فوتبال و سرمربی اهل آرژانتین بود.
از باشگاه‌هایی که در آن بازی کرده‌است می‌توان به بوکا جونیورز، سمپدوریا، رئال مایورکا، رایو وایکانو، اتلتیکو مادرید و باشگاه فوتبال نانسی اشاره کرد.